# 寒川賢治
寒川 賢治（かんがわ けんじ、1948年8月22日 - ）は日本の生化学者。京都大学医学部教授等を経て、独立行政法人国立循環器病研究センター理事・研究所所長、日本内分泌学会理事長。徳島県出身。
ナトリウム利尿ペプチドの構造を決定。アドレノメデュリンやグレリンなどの生体ペプチドホルモンを発見。
2021年、大阪大学医学部附属病院の医員（一時期国循研究所生化学部室長）が行った捏造、改竄による研究不正に関してなされた、調査委員会（仲野徹委員長）による調査によって、不正行為への関与はないが、論文2本の責任著者となっており管理責任があるとして、懲戒処分相当の認定を受けた。

## 経歴
- 1948年8月 - 徳島県板野郡板野町生まれ
- 1961年3月 - 板野町立板野南小学校卒業
- 1964年3月 - 徳島市徳島中学校卒業
- 1967年（昭和42年）3月 徳島県立城南高等学校卒業
- 1971年（昭和46年）3月 愛媛大学文理学部理学科卒業
- 1973年（昭和48年）3月 愛媛大学大学院農学研究科修士課程修了
- 1976年（昭和51年）3月 大阪大学大学院理学研究科博士課程修了
- 1977年（昭和52年）1月 宮崎医科大学医学部第二生化学助手
- 1990年（平成2年）7月 宮崎医科大学医学部第二生化学助教授
- 1993年（平成5年）4月 国立循環器病センター研究所生化学部部長（2005年3月まで）
- 1996年（平成8年）1月 京都大学大学院医学研究科・医学部教授（併任）
- 2001年（平成13年）12月 京都大学医学部附属病院探索医療センター教授（併任2006年11月まで）
- 2005年（平成17年）4月 国立循環器病センター研究所副所長、国立循環器病センター研究所先進医工学センター長（併任）
- 2007年4月 - 国立循環器病センター研究所長
- 2009年 - 日本心血管内分泌代謝学会理事長
- 2010年 - 独立行政法人国立循環器病研究センター理事・研究所長、京都大学新学術領域研究「食欲と脂肪蓄積の制御と破綻の分子基盤の解明」領域代表
- 2011年 - 一般社団法人日本内分泌学会理事長
- 2012年 - 京都大学大学院医学研究科客員教授・中枢神経系制御薬の基礎・臨床研究プロジェクト肥満領域リーダー
  - 公益社団法人日本生化学会理事、日本神経内分泌学会理事、一般社団法人日本肥満学会理事、日本心脈管作動物質学会理事、一般社団法人臨床医工情報学コンソーシアム関西理事、特定非営利活動法人日本ホルモンステーション理事、公益財団法人循環器病研究振興財団理事、公益財団法人日本応用酵素協会諮問委員等も務める。

## 業績
- Adrenomedullin: A novel hypotensive peptide isolated from human pheochromocytoma　Biochem. Biophys. Res. Commun., Vol.192, 553-560 (1993)
- Cloning and sequence analysis of cDNA encoding a precursorfor human atrial natriuretic polypeptide   Nature, Vol.309, 724-726 (1984)
- Purification and complete amino acid sequence of α-human atrial natriureticpolypeptide (α-hANP) Biochem. Biophys. Res. Commun., Vol.118, 131-139 (1984)

## 受賞歴
- 1985年：日本生化学会奨励賞[1]
- 1985年：日本内分泌学会川上賞[1]
- 2005年：武田医学賞[8]
- 2006年：上原賞[4]
- 2008年：日本学士院賞[2]
- 2009年：慶應医学賞[9]